# 切列姆霍沃
切列姆霍沃 （俄语：Черемхово）是俄罗斯伊尔库茨克州的一座城市。西伯利亚大铁路途径该市。人口51,230人（2017年人口普查）。